# Konstantin Walerjewitsch Tschernyschow
Konstantin Walerjewitsch Tschernyschow (russisch Константин Валерьевич Чернышов; beim Weltschachverband FIDE Konstantin Chernyshov; * 11. Juni 1967 in Woronesch) ist ein russischer Schachgroßmeister.

## Werdegang
Die Grundregeln des Schachspiels wurden ihm mit vier Jahren von seinem Vater beigebracht. Da seine Eltern für die Inbetriebsetzung chemischer Produktionsanlagen verantwortlich waren, musste die Familie oft den Wohnort wechseln. Als Kind verbrachte er einige Zeit in Nabereschnyje Tschelny und Angarsk. Mit zwölf Jahren gewann er die Jugendmeisterschaft von Sibirien und dem Fernen Osten und wurde später in die Petrosjan-Schachschule aufgenommen. Sein Trainer war damals Alexander Nikitin, der vor allem wegen seiner langjährigen Zusammenarbeit mit Garri Kasparow bekannt wurde. Ein Studium der Romano-germanischen Philologie an der Staatlichen Universität Woronesch brach er vorzeitig ab.
1993 wurde er vom Weltschachbund zum Internationalen Meister und 2000 zum Großmeister ernannt. Während seiner Spielerkarriere nahm Tschernyschow an zahlreichen Open-Turnieren teil, unter anderem in Olmütz, Pardubice, Zalakaros, Cappelle-la-Grande und Woronesch. Beim XXIV. Cappelle-la-Grande Open im Jahre 2008 teilte er mit 7 Punkten aus 9 Partien den 1. – 8. Platz. Sein wohl größter Erfolg gelang ihm beim Moscow Open 2010. In der Startrangliste auf Platz 46 gesetzt, konnte er sich ebenfalls mit 7 Punkten aus 9 Spielen und einer Elo-Performance von 2726 den ersten Platz in der Tabelle sichern.
Im selben Jahre holte er den Sieg bei der Meisterschaft des Föderationskreises Zentralrussland in Gagarin und beim Wolga-Pokal in Kostroma. Bei der russischen Einzelmeisterschaft 2001 in Elista teilte Tschernyschow den 4. – 20. Platz. Vereinsschach spielte er in der tschechischen Extraliga von 1999 bis 2001 für Holdia Praha, mit dem er 2001 tschechischer Mannschaftsmeister wurde, und in der Saison 2001/02 für Infinity Pardubice, in der russischen Mannschaftsmeisterschaft Russland 1999 und 2000 für den Region-Schachklub und 2005 für Krasny Oktjabr (beide aus Woronesch).
Tschernyschow ist als Jugendtrainer tätig. Unter seinen Schülern befindet sich WGM Jewgenija Meschtscherjakowa, die 2001 die russische U-16 Meisterschaft für sich entscheiden konnte. Er ist Büromitglied des KPRF-Komitees der Oblast Woronesch und Leiter der Schachspalte in der kommunistischen Zeitung Prawda.
Seine Tochter Natalja Karewa trägt seit 2017 den Titel Internationaler Meister der Frauen.

## Werke
- Tschernyschow, Konstantin. Puteschestwije w schachmatnyje okontschanija. - Sankt-Peterburg : Litera, 2010. - 94 S. - ISBN 978-5-94455-449-9. (russisch)